# 松岡象一郎
松岡 象一郎（まつおか しょういちろう、1968年1月2日 - ）は、特殊メイク・特殊衣装・特殊造形アーティスト。株式会社ジーエムアトリエ代表。

## 経歴
東京工芸大学短期大学部卒。フェイスクリエーターズスクール卒。株式会社ビアンコを経て、現在は株式会社ジーエムアトリエの代表取締役。
テレビ、映画、雑誌、広告などにおける特殊メイク、及びファッションショーやヘアメイクショーなどのフィールドに特殊メイクを用いることで活躍。
近年は光ファイバーオブジェアーティストの第一人者としても個展や作品発表を精力的に行う。

## 主な代表作

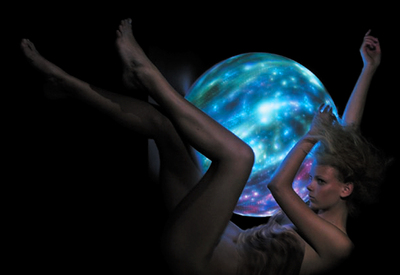
Your Inner Space展

### 2005年
- Show ブルガリ 光ファイバー特殊衣装
- PV 浜崎あゆみ 「startin'」 特殊メイク
- CM GATSBY 本木雅弘 段階別老けメイク
- CM GATSBY 本木雅弘 ボディペイント
- CM Panasonic 浜崎あゆみ 光ファイバー　特殊衣装

その他

### 2006年
- パリコレ コム・デ・ギャルソン  特殊メイク
- パリコレ UNDERCOVER   特殊メイク
- 映画「東京天使」　特殊メイク
- TV 「くりぃむナントカ」特殊造形
- TV　「ぷっすま」特殊メイク
- TV  「氷点」　窪塚俊介　特殊メイク
- PV GLAY「恋」　特殊メイク
- PV RADWIMPS 「へっくしゅん」  老けメイク
- CM  ロート製薬　アクネージア　特殊メイク
- CM  萬有製薬　特殊造形
- CD ランクヘッド CDジャケット　　ボディペイント
- CD クロマニヨンズ 特殊造形
- 雑誌　リクエストQJ　特殊メイク
- 雑誌　POPEYE　特殊造形
- 写真集 イジマカオル写真集　佐藤江梨子特殊衣装
- イベント　ヘアーショー　ロレアル　特殊衣装
- イベント　J:COM　特殊造形
- イベント　ヘアーショー　Ash　特殊メイク
- イベント　Candy Stripper 10周年記念展「CANDY STRIPPER WORLD」特殊造形
- イベント　加藤ミリヤ　チョコレート等身大オブジェ制作
- ギャラリーラファイエット(GALERIES LAFAYETTE)　光ファイバーシリコンオブジェ

その他

### 2007年
- 映画 「L」  特殊衣装
- TV　ドラマ「ひまわり」 仲間由紀恵 特殊メイク
- CM CITIZEN 福山雅治  特殊メイク
- CM NTT Docomo　片瀬那奈　特殊メイク
- CM  ワコール　特殊造形
- CM  ロート製薬　メンソレータムＥ軟膏　特殊メイク
- CM  中部電力　特殊衣装
- CM  グラクソスミスクライン株式会社　アクチビア　特殊メイク
- CM MAZDA　特殊衣装
- 雑誌 「マリ・クレール」脳内特集  光ファイバーシリコンオブジェ
- 雑誌 「vogue taiwan」　特殊造形
- 雑誌 「Roen」 ムック本　特殊衣装
- 雑誌 「POPEYE」 特殊造形
- 雑誌 「マリ・クレール」　美白特集　特殊メイク
- 雑誌「Hairmode」　特殊メイク
- 雑誌 「HUgE」　特殊造形
- イベント　ヘアーショー k-two　特殊衣装
- イベント　ヘアーショー peek-a-boo　特殊衣装
- イベント　フォトイメージングエキスポ　特殊衣装

その他

### 2008年
- パリコレ 「UNDERCOVER」2008-2009A/W　特殊メイク
- パリコレ 「NUMBER (N)INE」 2009 S/S 特殊造形
- PV 安室奈美恵 「DO ME MORE」 特殊造形
- PV 湘南乃風　「hotter than hot」 特殊造形
- PV イルマティック・ヘッドロック 　特殊造形
- CM SONY ERICSSON 小栗旬 特殊メイク
- CM Vidal Sassoon 特殊造形
- CM プレイステーション3 「レジスタンス2」 特殊メイク
- CM E-mobile 　特殊メイク
- CM 吉野家　特殊衣装
- CM ユニチャーム　特殊衣装
- CD kanon CDジャケット　特殊造形
- 広告 Norton 中川翔子  特殊衣装
- 雑誌 「POPEYE」 特殊造型
- 雑誌 「ローリング・ストーン」 特殊メイク
- 雑誌 「ハイファッション」 Dior特集　特殊メイク
- 雑誌 「HUgE」  特殊メイク
- イベント　ヘアーショー　ZACC　特殊メイク
- イベント　Army of two 　特殊造形
- イベント 東京コレクション　ELETRA　2008-2009A/W   特殊衣装
- ブックレット　takeokikuchi  特殊造形
- 広告　ノートン　特殊衣装

その他

### 2009年
- PV 安室奈美恵 「WILD」  特殊造形
- PV リップスライム　特殊造形
- PV ALI PROJECT　特殊メイク
- PV 浜崎あゆみ　「You Were」 特殊造形、特殊衣装
- CM　jinz　jinzman制作
- CM　パンテーン　特殊メイク
- CM　東京都議会議員選挙　劇団ひとり特殊衣装
- CD　加賀美セイラ　CDジャケット特殊造形
- 雑誌　「HUGE」　特殊メイク（加茂克也氏とのコラボ）
- 雑誌　「ハイファッション」　特殊メイク
- 雑誌　「資生堂花椿」　特殊メイク、特殊衣装
- 書籍　「Sync_Future」　表紙特殊造形
- ブックレット　UNDERCOVER　特殊造形
- ブックレット　タケオキクチ　特殊造形
- イベント　アトミックグリーン　特殊造形
- イベント　shuuemura　植村秀氏　手の石膏像
- イベント　DAIGO　義歯制作
- イベント　NIKE原宿旗艦店　特殊造形
- イベント　千葉市科学館　光ファイバーシリコンアート作品展示
- 個展 Your Inner Space展　光ファイバーシリコンオブジェ

その他

### 2010年
- PV　ジュリー with ザ・ワイルドワンズ　特殊造形
- PV　KAT-TUN　特殊衣装
- PV　ジャスミン　特殊造形
- PV　HIFANA　UFO　特殊衣装
- PV　ディスパーズレイ　特殊衣装
- PV　元気ロケッツ　特殊衣装
- TV　ザ!世界仰天ニュース　特殊造形
- CM　　BMWmini　特殊メイク
- CD　小室哲哉　CDジャケット用特殊造形
- 雑誌　「新美容」　特殊メイク
- 雑誌　「ハイファッション」　特殊造形
- 雑誌　「groove」　特殊造形
- イベント　新潟県立自然科学館　光ファイバーシリコンアート作品　展示
- イベント　上海万博　日本館ポスター　特殊造形
- イベント　浜崎あゆみ 「Rock'n'Roll Circus」 映像用特殊造形
- イベント　Vskin　特殊造形
- イベント『LOOP ∞』（+81Gallery+Labにて個展）[1]
- 舞台　イナズマイレブン　特殊衣装
- コンサート　氷川きよし　特殊衣装

その他

### 2011年
- PV　安室奈美恵 「NAKED」　特殊造形
- PV　Perfume　特殊衣装
- PV　浜崎あゆみ 「why...」 特殊造形
- PV　KAM　特殊造形
- CM　キーエンス　特殊造形
- CM　中部テレコミュニケーション　特殊メイク
- CM　MUHI　特殊メイク
- CM　フジテレビキャンペーンCM　特殊メイク
- CM　味覚糖株式会社（上海用）特殊造形
- CM　ラフォーレ原宿　特殊衣装
- CM　NTT Docomo　特殊衣装
- CD　T.M.Revolution　CDジャケット　特殊衣装
- 広告　TAG HEURE　特殊造形
- 雑誌　「資生堂花椿」特殊造形
- 雑誌　「NYLON」 水原希子 特殊メイク
- 雑誌　「HAIRMode」　特殊メイク
- ブックレット　white flags　特殊メイク
- イベント　東京晩餐会　特殊造形
- イベント　FACT　特殊造形
- イベント　博報堂　特殊造形
- 個展 NYC

その他

### 2012年
- 映画 「ヘルタースケルター」 沢尻エリカ  特殊メイク
- 映画　トリハダ　特殊メイク
- 広告　JT　ハイライトメンソール　特殊メイク
- 広告　イオン　サンタクロースメイク
- CM　アブラハムホールディングス　特殊メイク
- CM　大塚製薬　ソイカラ　KARA  特殊メイク
- CM　マンダム　ギャツビー　特殊メイク
- CM　ムヒ　リペアクト　特殊メイク
- CM　gu　特殊メイク
- PV　きゃりーぱみゅぱみゅ　ファッションモンスター　特殊メイク
- PV　hitomi　∞　マスク制作
- PV　Perfume 特殊衣装制作
- 雑誌　「花椿」　マツコ・デラックス　マスク制作
- イベント ジョイポリス　特殊造形
- イベント ユナイテッドアローズ　マリオネット制作
- コンサート　柏木由紀　特殊衣装
- 作品展　NY グレートネックアートセンター 光ファイバーシリコンオブジェ
- 作品展　東京大学伊藤国際学術センター 光ファイバーシリコンアート作品展示
- 作品展　ツノムシ展

その他

## テレビ出演
- 日本テレビ 「絶対に知っておきたい20人」
- テレビ東京 「ワールドビジネスサテライト」（しごと箱）
- BSジャパン 「ファッション通信」